# San Baltazar Chichicápam
San Baltazar Chichicapam är en kommunhuvudort i Mexiko.   Den ligger i kommunen San Baltazar Chichicápam och delstaten Oaxaca, i den sydöstra delen av landet, 400 km sydost om huvudstaden Mexico City. San Baltazar Chichicapam ligger 1 548 meter över havet och antalet invånare är 3 029.
Terrängen runt San Baltazar Chichicapam är varierad. Runt San Baltazar Chichicapam är det mycket glesbefolkat, med 3 invånare per kvadratkilometer. Närmaste större samhälle är San Dionisio Ocotepec, 11,3 km öster om San Baltazar Chichicapam. Trakten runt San Baltazar Chichicapam består i huvudsak av gräsmarker.